# Acrocercops diatonica
Acrocercops diatonica là một loài bướm đêm thuộc họ Gracillariidae. Nó được tìm thấy ở Karnataka, Ấn Độ, cũng như Tây Malaysia, Papua New Guinea, và Thái Lan. Nó được miêu tả bởi Edward Meyrick năm 1916. Ấu trùng ăn các loài Theobroma cacao và Mangifera.